# کردآباد (تفت)
کردآباد (تفت)، روستایی از توابع بخش مرکزی شهرستان تفت در استان یزد ایران است.

## جمعیت
این روستا در دهستان دهشیر قرار دارد و براساس سرشماری مرکز آمار ایران در سال ۱۳۸۵، جمعیت آن ۱۹۸ نفر (۵۳خانوار) بوده‌است.